# Chansa
Chansa (arab. خنساء) – miejscowość w Syrii, w muhafazie Hims. W 2004 roku liczyła 1236 mieszkańców.